# Exochella tricuspis
Exochella tricuspis är en mossdjursart som först beskrevs av Walter Douglas Hincks 1881.  Exochella tricuspis ingår i släktet Exochella och familjen Exochellidae. Inga underarter finns listade i Catalogue of Life.